# Природно-заповідний фонд Тернопільського району
Станом на 1 січня 2017 року на території Тернопільського району є 34 території та об'єкти природно-заповідного фонду загальною площею 933,5560 га, що становить 1,25 % території району:
- 2 заказника загальнодержавного значення площею 622,6 га:
  - 1 гідрологічний заказник загальною площею 306,1 га,
  - 1 орнітологічний заказник загальною площею 321,0 га,
- 7 заказників місцевого значення загальною площею 237,8 га:
  - 2 ландшафтні заказники площею 68,5 га,
  - 3 ботанічні заказники загальною площею 130,0 га,
  - 3 гідрологічні заказники загальною площею 60,9 га,
- 21 пам'ятка природи місцевого значення загальною площею 6,3950 га:
  - 1 комплексна пам'ятка природи загальною площею 1,50 га,
  - 2 геологічні пам'ятки природи загальною площею 0,80 га,
  - 11 гідрологічних пам'яток природи загальною площею 1,295 га,
  - 7 ботанічних пам'яток природи,
- 1 ботанічний сад місцевого значення площею 28,3 га,
- 1 дендрологічний парк місцевого значення площею 2,0 га,
- 1 парк-пам'ятка садово-паркового мистецтва місцевого значення площею 7,8468 га.

## Заказники
| №                                               | Назва території або об'єкта | Площа, га | Рішення про створення (зміну) | Розташування | Керуюча організація | Світлина, альбом |
| ----------------------------------------------- | --------------------------- | --------- | ----------------------------- | ------------ | ------------------- | ---------------- |
| Ботанічні заказники загальнодержавного значення |                             |           |                               |              |                     |                  |
| 1.                                              |                             |           |                               |              |                     |                  |
| Ботанічні заказники місцевого значення          |                             |           |                               |              |                     |                  |
| 1.                                              |                             |           |                               |              |                     |                  |

## Пам'ятки природи
| №                                                | Назва території або об'єкта | Площа, га | Рішення про створення (зміну) | Розташування | Керуюча організація | Світлина, альбом |
| ------------------------------------------------ | --------------------------- | --------- | ----------------------------- | ------------ | ------------------- | ---------------- |
| Геологічні пам'ятки природи місцевого значення   |                             |           |                               |              |                     |                  |
| 1.                                               |                             |           |                               |              |                     |                  |
| Гідрологічні пам'ятки природи місцевого значення |                             |           |                               |              |                     |                  |
| 1.                                               |                             |           |                               |              |                     |                  |
| Ботанічні пам'ятки природи місцевого значення    |                             |           |                               |              |                     |                  |
| 1.                                               |                             |           |                               |              |                     |                  |

## Парки-пам'ятки садово-паркового мистецтва
| №  | Назва території або об'єкта | Площа, га | Рішення про створення (зміну) | Розташування | Керуюча організація | Світлина, альбом |
| -- | --------------------------- | --------- | ----------------------------- | ------------ | ------------------- | ---------------- |
| 1. |                             |           |                               |              |                     |                  |

| №   | Назва території або об'єкта                | Площа, га | Рішення про створення (зміну) | Розташування | Керуюча організація | Світлина, альбом |
| --- | ------------------------------------------ | --------- | --- | --- | --- | ---------------- |
| 1   | Серетський                                 | 1192.0    | Тернопільський район, села: Плотича, Великий Глибочок, Івачів Долішній, Зборівський район, села: Малашівці, Кобзарівка, Чернихів, Глядки, Городище, Носівці, заболочена заплава р. Серет з Івачівською водоймою та фрагмент заплави р. Лопушанка | Великоглибочецька (138,6 га), Івачеводолішнівська (68,8 га), Плотицька (93,9 га) сільські ради Тернопільського району, Чернихівська (266,7 га), Малашовецька (501,9 га), Городищенська (64,04 га), Кобзарівська (62,10 га) сільські ради Зборівського району, Державне підприємство «Тернопільводоканал» (0,30 га), Зборівського району, приватний підприємець Бігун Богдан Костянтинович (24,96 га). | Постанова Ради Міністрів УРСР від 25.02.1980 р . № 132, із змінами затвердженими постановою Ради Міністрів УРСР від 12.12.1983 р. № 495 |                  |
| 1   | Чистилівський орнітологічний заказник      | 321.0     | Тернопільський район, с. Плотича, с. Чистилів, с. Біла, с. В. Глибочок, мікрорайон «Пронятин» | Чистилівська (26,1 га), Великоглибочецька (136,5 га), Плотицька (26,0 га), Білецька (18,6 га) сільські ради, ТОВ Україна (113,8 га) | Постанова Ради Міністрів УРСР від 25.02.80 р . № 132                                                                                    |                  |
| 5   | Наші гаї                                   | 39.9      | Тернопільський район с. В. Гаї, лісові масиви у межах населених пунктів | Великогаївська сільська рада | Рішення ТОР від 17.06.2010 № 990 |                  |
| 7   | Головачеве                                 | 28.6      | Тернопільський район, водно-болотний масив між селами Смиківці, Дичків і селищем міського типу Великі Бірки | Дичківська сільська рада, Великобірківська селищна рада | Рішення № 75 ТОР від 10.02.2016 року |                  |
| 7   | Іванівський                                | 57.0      | Тернопільський район, с. Підгороднє, Тернорпільське лісництво кв. 33, 34 лісового урочища «Іванівка» | ДП «Тернопільське лісове господарство» | Рішення ВК ТОР від 22.07.1977 р. № 360                                                                                                  |                  |
| 12  | Довжанський                                | 37.0      | Тернопільський район, с. Підгороднє, західна околиця, Тернопільське лісництво кв. 30 лісового урочища «Довжанка» | ДП «Тернопільське лісове господарство» | Рішення ВК ТОР від 22.07.1977 р. № 360                                                                                                  |                  |
| 26  | Шляхтинецький                              | 36.0      | Тернопільський район, х. Гаї Гречані, Тернопільське лісництво, кв. 19, лісове урочище «Шляхтинці» | ДП «Тернопільське лісове господарство» | Рішення ВК ТОР від 22.07.1977 р. № 360                                                                                                  |                  |
| 3   | Горішньоівачівський                        | 37.4      | Тернопільський район, с. Горішній Івачів, південна частина Івачівської водойми | Івачеводолішнівська сільська рада -36,96 га, НДВКХЦ «ІНТЕР-КОРС» — 0,44 га | Рішення ВК ТОР від 26.12.1983 р. № 496                                                                                                  |                  |
| 7   | На куті                                    | 16.3      | Тернопільський район, водно-болотний масив між смт Великі Бірки та с. Дичків, заплава р. Гнізна | Великобірківська селищна — 12,2 га, Дичківська сільська — 4,1 га ради | Рішення ТОР від 20.08.2010 № 1043 |                  |
| 2   | Відслонення сармату в с. Великий Глибочок  | 1.5       | Тернопільський район, с. Великий Глибочок, за 800 метрів на північ від села у старому недіючому кар'єрі на високому правому березі р. Серет | Великоглибочецька сільська рада | Рішення ТОР від 14.12.2006 р. № 105 |                  |
| 27  | Відслонення нижнього девону                | 0.7       | Тернопільський район, с. Грабовець, при дорозі між селами Білоскіркою і Грабовцем, Микулинецьке лісництво, кв. 7 вид. 4, лісове урочище «Білоскірка»                                                                                             | ДП «Тернопільське лісове господарство» | Рішення ТОР від 18.03.1994 р |                  |
| 55  | Скупчення кристалів кальциту в с. Лучка    | 0.1       | Тернопільський район, с. Лучка, лівий схил долини р. Серет, за 200 метрів від моста у старому кар'єрі, поблизу лісового урочища «Мишковицька дача»                                                                                               | Миролюбівська сільська рада | Рішення ТОР від 23.12.2005 р. № 519 |                  |
| 30  | Миролюбівське джерело                      | 0.28      | Тернопільський район, с. Миролюбівка, 300 метрів на схід, у долині р. Гниди | Миролюбівська сільська рада | Рішення ТОР від 18.03.1994 р. |                  |
| 31  | Острівське джерело                         | 0.12      | Тернопільський район, с. Острів, правий берег р. Серету | Острівська сільська ради | Рішення ТОР від 18.03.1994 р. |                  |
| 32  | Дубівецьке джерело                         | 0.2       | Тернопільський район, с. Дубівці, біля правого схилу долини р. Гніздечна | Дубівецька сільська рада | Рішення ТОР від 21.08.2000 р. № 187 |                  |
| 33  | Дичківське джерело                         | 0.03      | Тернопільський район, с. Красівка, Микулинецьке лісництво, кв. 1, вид. 5, лісове урочище «Красівка» | ДП «Тернопільське лісове господарство» | Рішення ТОР від 21.08.2000 р. № 187 |                  |
| 51  | Джерело Різдва Пресвятої Богородиці        | 0.025     | Тернопільський район, с. Смиківці, центральна частина, за 5 м від урізу води р. Гніздечна | Смиковецька сільська рада | Рішення ТОР від 27.08.2009 р. № 736 |                  |
| 52  | Ступківське джерело                        | 0.02      | Тернопільський район, с. Ступки, західна околиця, 200 метрі від автошляху «Тернопіль-Підволочиськ» | Ступківська сільська рада | Рішення ТОР від 27.08.2009 р. № 736 |                  |
| 53  | Джерело «Безодня»                          | 0.04      | Тернопільський район, с. Жовтневе, за 2,5 м від дороги «Тернопіль-Жовтневе» | Чернелево-Руська сільська рада | Рішення ТОР від 20.08.2010 № 1043 |                  |
| 54  | Джерело «В загороді»                       | 0.01      | Тернопільський район, с. Чернелів-Руський, в 300 м від дороги Тернопіль-Жовтневе | Чернелево-Руська сільська рада | Рішення ТОР від 20.08.2010 № 1043 |                  |
| 60  | Озерце «Безодня»                           | 0.33      | Тернопільський район, с. Миролюбівка, 500 метрів на схід у долині р. Гниди | Миролюбівська сільська рада | Рішення ТОР від 18.03.1994 р. |                  |
| 11  | Тернопільська діброва                      | 1.3       | Тернопільський район, с. Драганівка, Тернопільське лісництво, кв. 49 вид. 4, лісове урочище Буцнів" | ДП «Тернопільське лісове господарство» | Рішення ВК ТОР від 30.08.1990 р. № 189                                                                                                  |                  |
| 74  | Дуб звичайний (8 дерев)                    | 0.1       | Тернопільський район, с. Мишковичі, Микулинецьке лісництво, кв. 25 вид. 7, лісове урочище «Мишковицька дача» | ДП «Тернопільське лісове господарство» | Рішення ТОР від 18.03.1994 р. |                  |
| 130 | Дуби братів Місулів                        | 0.04      | Тернопільський район, с. Байківці, х. Гаї Чумацькі, вул. братів Місулів, садиба г р. Бобівник Г. К. | г р. Бобівник Галина Карпівна | Рішення ТОР від 18.03.1994 р. |                  |
| 131 | Дуб «Козацький»                            | 0.02      | Тернопільський район, с. Товстолуг, серед поля на кургані | Товстолузька сільська рада | Рішення ТОР від 18.03.1994 р. |                  |
| 175 | Вікові дерева модрини                      | 0.02      | Тернопільський район, с. Підгороднє, Тернопільське лісництво, кв. 49 вид. 3, лісове урочище «Іванівці» | ДП «Тернопільське лісове господарство» | Рішення ТОР від 18.03.1994 р. |                  |
| 274 | Лиса гора                                  | 1.3       | Тернопільський р-н, смт Великі бірки, за межами населеного пункту | Великобірківська селищна рада | Рішення ТОР від 16.08.2012 № 1417 |                  |
| 1   | Галицький ботанічний сад лікарських рослин | 28.3      | Тернопільський район, с. Драганівка | Тернопільський медичний університет ім. І. Я. Горбачевсчького | Рішення ВК ТОР від 26.12.1991 р. № 303                                                                                                  |                  |
| 5   | Настасівський                              | 2.0       | Тернопільський район, с. Настасів, садиба школи | Настасівська загальноосвітня школа I—III ступенів | Рішення ТОР від 27.12.1976 р. № 637 |                  |
| 7   | Плотицький                                 | 7.8468    | Тернопільський район, с. Плотича, садиба лікарні | Тернопільська обласна протитуберкульозна лікарня | Рішення ВК ТОР від 19.11.1984 р. № 320, зі змінами, затвердженими рішенням ТОР від 23.12.2005 р. № 518                                  |                  |
| 64  | Джерело Пресвятої Трійці                   | 0.23      | смт Велика Березовиця, вул. Зелена, за 100 м на схід від колії | Великоберезовицька селищна рада | Рішення № 75 ТОР від 10.02.2016 року.                                                                                                   |                  |